# Папаїку (Гаваї)
Папаїку (англ. Papaikou) — переписна місцевість (CDP) в США, в окрузі Гаваї штату Гаваї. Населення — 1166 осіб (2020).

## Географія
Папаїку розташований за координатами 19°47′30″ пн. ш. 155°5′38″ зх. д. / 19.79167° пн. ш. 155.09389° зх. д. (19.791537, -155.093751).  За даними Бюро перепису населення США в 2010 році переписна місцевість мала площу 4,86 км², з яких 3,74 км² — суходіл та 1,12 км² — водойми.

## Демографія
Згідно з переписом 2010 року, у переписній місцевості мешкало 1314 осіб у 431 домогосподарстві у складі 327 родин. Густота населення становила 270 осіб/км².  Було 483 помешкання (99/км²).
Расовий склад населення:
| - 41,0 % — азіатів - 19,7 % — білих - 11,0 % — вихідців з тихоокеанських островів - 0,1 % — корінних американців - 0,1 % — чорних або афроамериканців - 1,0 % — осіб інших рас |

До двох чи більше рас належало 27,1 %. Частка іспаномовних становила 12,2 % від усіх жителів.
За віковим діапазоном населення розподілялося таким чином: 21,5 % — особи молодші 18 років, 58,3 % — особи у віці 18—64 років, 20,2 % — особи у віці 65 років та старші. Медіана віку мешканця становила 42,4 року. На 100 осіб жіночої статі у переписній місцевості припадало 91,5 чоловіків;  на 100 жінок у віці від 18 років та старших — 90,1 чоловіків також старших 18 років.
Середній дохід на одне домашнє господарство  становив 54 363 долари США (медіана — 44 896), а середній дохід на одну сім'ю — 64 711 долар (медіана — 59 167). За межею бідності перебувало 8,8 % осіб, у тому числі 11,5 % дітей у віці до 18 років та 8,6 % осіб у віці 65 років та старших.
Цивільне працевлаштоване населення становило 604 особи. Основні галузі зайнятості: освіта, охорона здоров'я та соціальна допомога — 18,9 %, мистецтво, розваги та відпочинок — 12,7 %, роздрібна торгівля — 10,3 %, науковці, спеціалісти, менеджери — 9,3 %.